# Ernst Schoenian
Ernst Schoenian (* 5. Juni 1893 in Oranienburg; † Dezember 1931) war ein deutscher Bibliothekar.

## Leben
Schoenian studierte Germanistik und Geschichte in Freiburg i.Br., Berlin und Frankfurt a. M. und schloss das Studium 1919 mit dem Staatsexamen ab. Ein Jahr später wurde er in Frankfurt promoviert. Im selben Jahr ging Schoenian an die Universitätsbibliothek Göttingen, 1920 dann an die Deutsche Bücherei nach Leipzig. Ab 1922 arbeitete Schoenian dann an der Weltkriegsbücherei in Stuttgart.

## Veröffentlichungen
- Die Idee der Volkssouveränität im mittelalterlichen Rom. K. F. Koehler, Leipzig 1919 (Frankfurter historische Forschungen; N. F. H. 2).
- Die mittelalterlichen Grundlagen des Souveränitätsbegriffs bei Bodin. In: Alere flammam [Sonderveröffentlichung der Gesellschaft der Freunde; Georg Minde-Pouet zum 50. Geburtstage]. Gesellschaft der Freunde der Deutschen Bücherei 1921, S. 112–122.

- Die französische Rheinlandpolitik seit 1871. In: Rheinlandkunde, 1926, S. 29–47.

- Kriegsromane der Nachkriegszeit. In: Börsenblatt, Nr. 97, 28. April 1931, S. 431f. und Nr. 104, 7. Mai 1931, S. 463f.